# Ô Canada ! mon pays, mes amours
Pour les articles homonymes, voir Ô Canada (homonymie).
Ô Canada ! mon pays, mes amours est le titre de deux chansons patriotiques canadiennes-françaises, la plus connue étant celle de George-Étienne Cartier au XIXe siècle. Elle ne doit pas être confondue avec le Ô Canada, qui est aujourd'hui l'hymne national du Canada.

## Histoire
La chanson fut chantée pour la première fois le 24 juin 1834, lors d'un banquet organisé à Montréal par Ludger Duvernay pour la fête de la Saint-Jean-Baptiste (aujourd'hui la Fête nationale du Québec, et celle de tous les Canadiens français).
Les paroles sont publiées pour la première fois dans l'édition du 29 juin 1835 du journal La Minerve, puis dans Le Chansonnier des collèges en 1850, cette fois-ci avec la musique, mais seulement quatre des six vers originaux. Elle fut plus tard reproduite dans Le Passe-temps le 21 juin 1913.
Ô Canada! mon pays, mes amours est enregistrée pour la première fois sur 78 tours par Victor Occellier et Joseph Saucier vers la fin du dix-neuvième, puis en 1925 ou 1926 par Rodolphe Plamondon. En 1976, Roger Doucet l'inclut dans son long jeu intitulé Chants glorieux.
La musique que nous connaissons aujourd'hui est une composition de Jean-Baptiste Labelle. Sans toutefois que cela soit clairement établi, on croit que les paroles et la musique furent accolées par Ernest Gagnon entre 1850 et 1868.
Il existe, par ailleurs, une autre chanson aussi intitulée Ô Canada! mon pays, mes amours, dont le texte et la musique sont totalement différents. Le poème est signé Louis Fréchette et la musique François-Xavier Mercier (1867-1932), ténor de Québec et compositeur d'une centaine d'œuvres diverses. La partition a été éditée puis gravée sur disque par Mercier lui-même vers 1916. On peut l'entendre dans la collection numérique de la Bibliothèque et des Archives nationales du Québec. La partition se trouve par ailleurs dans le fonds de François-Xavier Mercier aux Archives nationales du Québec, à Québec.

### Enregistrements sonores
- Enregistrements sonores de Ô Canada! mon pays! mes amours! dans la collection numérique de Bibliothèque et Archives nationales du Québec
- Enregistrements sonores de Ô Canada! mon pays! mes amours! dans la collection numérique du Gramophone virtuel (Bibliothèque et Archives Canada)